# 細野史郎
細野 史郎（ほその しろう、1899年8月1日 - 1989年5月6日）は、日本の医者。東洋医学の発展に貢献した人物の一人。

## 人物
京都府綾部市出身。1927年京都帝国大学医学部卒業。幕末から明治時代にかけて活躍した浅田宗伯の流れを汲む漢方医学の医師新妻良輔の弟子となり、東洋医学を学んだ。弟子には坂口弘らがいる。1950年に日本東洋医学会が設立され、坂口らとともに参加した。また、漢方エキス製剤の臨床研究を重ね、今日のエキス製剤による漢方治療の道を開いた。